# Kate Jackson
Lucy Kate Jackson (Birmingham (Alabama), 29 oktober 1948) is een Amerikaans actrice, vooral bekend geworden als Sabrina Duncan, een van Charlie's Angels.

## De jaren 70
Gedurende de jaren 70 zat Jackson nooit zonder werk. Haar debuutrol speelde ze in de horrorserie Dark Shadows, in de periode 1970-1971. Vele rollen in horrorfilms volgden, maar hier wist ze zich uiteindelijk weer uit te werken. De rol van Jill Danko in de drama-serie The Rookies volgde. Hierin speelde ze van 1972 tot 1976. Vervolgens speelde ze tot 1979 de rol van Sabrina Duncan in Charlie's Angels. Door haar rol in deze serie moest ze een rol in Kramer vs. Kramer afwijzen. Deze rol ging uiteindelijk naar Meryl Streep. Haar tijdvretende schema voor Charlie's Angels was een hoofdreden om te stoppen met deze serie.
Ook verscheen ze gedurende de jaren 70 in een aantal televisiefilms.

## De jaren 80
In de jaren 1983-1987 was ze te bewonderen als Amanda King in de avonturenserie Scarecrow and Mrs. King. Aan het einde van deze serie kreeg ze te maken met borstkanker. Twee jaar later, in 1989, overleefde ze nogmaals deze ziekte. Daarna volgde een rol in de comedyserie Baby Boom, maar deze serie werd na 13 afleveringen van de buis gehaald.

## Jaren '90 tot heden
In recente jaren speelde Jackson voornamelijk rollen in televisiefilms en gastrollen in tv-series. Zo was ze onder meer te zien in Ally McBeal, Sabrina, the Teenage Witch, Third Watch en haar meest recente optreden, een gastrol in Criminal Minds. Voor de filmversie van Charlie's Angels in 2000 kreeg ze een cameo-rol aangeboden, maar Jackson speelde liever de schurkenrol die uiteindelijk gespeeld werd door Kelly Lynch. De onderhandelingen liepen dan ook spaak en Jackson verscheen niet in de film.
Jackson trouwde drie keer, maar is sinds 1993 gescheiden van haar derde man Tom Hart. Ze was eerder getrouwd met Andrew Stevens (1978-1982) en David Greenwald (1982-1984).